# تويكنهام (دائرة انتخابية في المملكة المتحدة)
تويكنهام  (بالإنجليزية: Twickenham)‏ هي إحدى الدوائر الانتخابية في المملكة المتحدة الممثلة في مجلس العموم في برلمان المملكة المتحدة.
عضو البرلمان الذي يمثلها حالياً هو :Dr Vincent Cable (LD).